# Guardia nobile
(Papa Pio XII)
La Guardia nobile (per esteso Guardia nobile pontificia), nota anche come Guardia d'Onore di Sua Santità, fu una delle unità militari della Santa Sede.

## Storia

Guardia nobile in uniforme d'onore

La Guardia nobile venne costituita l'11 maggio 1801 da papa Pio VII come reggimento di cavalleria pesante. Comprendeva l'ex corpo delle lance spezzate (anche così erano chiamati i Cavalieri di Guardia di N. S.), disciolto il 20 febbraio 1798 a seguito dell'occupazione francese di Roma, unito ai cavalleggeri pontifici. Il corpo, che fu anche chiamato "Cavalleggeri", era composto da reclute provenienti dai cadetti delle famiglie nobili ed era inizialmente diviso in due compagnie.

Guardia nobile in uniforme di servizio.

Inizialmente questo reggimento doveva servire come scorta personale per il pontefice, nonché per le maggiori cariche ecclesiastiche dello Stato Pontificio inviate per conto del pontefice nelle province dello Stato in missioni particolari.
Uno dei compiti della Guardia era quello di dare l'annunzio di nomina ai nuovi cardinali che abitavano fuori Roma, consegnando lo zucchetto cardinalizio. Il primo militare ad espletare tale funzione fu il marchese Costaguti, che nel settembre del 1801 annunciò a Antonio Felice Zondadari la nomina ad Arcivescovo di Siena. Il marchese Luigi Serlupi d'Ongran  portò lo zucchetto cardinalizio al card. Angelo Roncalli poi Papa Giovanni XXIII.
Una delle missioni più note eseguite da questo corpo fu l'aver scortato Pio VII a Parigi per l'incoronazione di Napoleone Bonaparte nel 1805.
Il corpo fu sciolto dopo la seconda invasione francese (1808), salvo poi essere ricostituito dallo stesso Pio VII con decreto del 4 ottobre 1815 (in realtà i reparti si erano già ricostituiti spontaneamente nel 1814. Il decreto sancì una realtà già in essere). Nel 1824 Leone XII unificò le due compagnie affidandole ad un unico comandante, con mandato a vita.
Con l'unificazione dell'Italia e la confisca degli stati papali nel 1870 con la presa di Roma, la Guardia nobile rimase in servizio ma mutò la propria natura divenendo un corpo elitario di guardie a piedi.
Affiancatasi sempre più, per servizio, alla Guardia palatina d'onore e alla Guardia svizzera pontificia, la Guardia nobile venne sostituita da quest'ultimo corpo nelle proprie funzioni per volere di papa Paolo VI il 14 settembre 1970 come parte delle riforme introdotte dal Concilio Vaticano II.
A coloro che al momento erano in carica venne offerto il titolo di Gentiluomo di Sua Santità.

## Composizione
Il corpo della guardia nobile era costituito unicamente da volontari, dal momento che i membri non venivano pagati per il loro servizio e per di più dovevano provvedere personalmente al proprio armamento e all'acquisto e manutenzione della apposita uniforme. Date queste condizioni il numero degli aderenti era estremamente ristretto ed erano perlopiù appartenenti all'aristocrazia romana detta "di baldacchino", ovvero appartenevano alle maggiori famiglie romane legate alla Santa Sede, da cui anche il nome di guardia nobile.
Il comandante del corpo, col rango di Capitano, aveva tra i propri sottoposti anche un alfiere col compito di portare, in ogni occasione in cui la guardia nobile fosse direttamente coinvolta, lo stendardo con le insegne pontificie.
Nei ranghi del corpo in qualità di Tenente e talvolta come Comandante e Tenente Generale era anche inquadrato il Vessillifero ereditario di Santa Romana Chiesa carica appartenente alla famiglia Patrizi Naro Montoro.
La guardia nobile faceva le proprie apparizioni in pubblico solo nelle occasioni in cui il papa svolgesse delle attività in pubblico, e, durante il periodo di sede vacante, il corpo si poneva al servizio del Collegio dei cardinali. Tra le funzioni di sicurezza personale, ad esempio, quando il papa quotidianamente faceva la propria passeggiata nei Giardini Vaticani, due guardie nobili lo seguivano a distanza per vigilare sulla sua incolumità. Oggi tale funzione è ricoperta dalla Gendarmeria dello Stato della Città del Vaticano.

## Uniformi e armamento
La guardia nobile disponeva di due uniformi distinte a seconda delle diverse occasioni in cui il membro del corpo si trovava a dover operare.
La prima era l'uniforme d'onore utilizzata per le occasioni più importanti e per le celebrazioni liturgiche in cui la guardia era presente. Essa era composta da un elmo da corazziere piumato di bianco e crinato di nero, una giubba rossa con bandoliera e spalline dorate una cintura bianca in vita, pantaloni bianchi e stivali neri da cavallerizzo. In tutti questi particolari l'uniforme ricordava chiaramente quella dei corazzieri e tale rimase sino alla soppressione del corpo, in ricordo dell'originaria funzione svolta da questa guardia.
L'uniforme di servizio era invece l'uniforme utilizzata quotidianamente, composta da un elmo da corazziere con impresso sul davanti lo stemma papale, una giacca color blu di Prussia bottonata a due file d'oro e bordata di rosso con una cintura nera a fibbia dorata con le armi pontificie e un paio di pantaloni azzurro cupo rigati di rosso.
L'unico armamento della guardia nobile era costituito da una sciabola da cavalleria e anche questo corpo, come quello della Guardia Svizzera pontificia, era tra i pochi ad essere autorizzato a portare le armi anche in chiesa e alla presenza del pontefice.

## I Comandanti
- Giuseppe Mattei, IV duca di Giove (1801-1809)
  - Giovanni Patrizi Naro Montoro, VIII marchese di Montoro (coadiutore: 1801-1804)
- Luigi Braschi-Onesti, I duca di Nemi (1814-1816)
- Paluzzo Altieri, V principe di Oriolo (coadiutore: 1801-1814, comandante: 1816-1819)
- Francesco Colonna Barberini, VI principe di Palestrina (coadiutore: 1816-1819, comandante: 1819-1853)
- Carlo Felice Colonna Barberini, duca di Castelvecchio (coadiutore: 1819-1853, comandante: 1853-1878)
- Emilio Altieri, VII principe di Oriolo (coadiutore: 1853-1878, comandante: 1878-1900)
- Paolo Altieri, VIII principe di Oriolo (coadiutore: 1895-1900, comandante: 1900-1901)
- Camillo Rospigliosi, principe di Zagarolo (1901-1915), figlio secondogenito di Clemente Rospigliosi, VII principe Rospigliosi
- Giuseppe Aldobrandini, II principe di Meldola (1915-1939)
- Francesco Chigi della Rovere (figlio quartogenito di Mario Chigi Albani della Rovere, VII principe di Farnese) (1939-1953)
- Mario del Drago (1957-1970) - Ultimo dei Comandanti

## Filmografia
La guardia nobile fa la propria apparizione nel film Il marchese del Grillo in quanto Onofrio del Grillo ne diviene comandante. Il medesimo corpo compare anche nei film In nome del popolo sovrano,  Arrivano i bersaglieri e L'uomo venuto dal Kremlino.